# Beaumont-de-Pertuis
Beaumont-de-Pertuis (o Béu-mount de Pertus en Lingua occitana) è un comune francese situato nel dipartimento della Vaucluse della regione della Provenza-Alpi-Costa Azzurra. Beaumont de Pertuis è gemellato con il comune italiano di Farnese.

## Società

### Evoluzione demografica
Abitanti censiti

## Amministrazione

### Gemellaggi
- Farnese